# Chorizagrotis auxiliaris
Chorizagrotis auxiliaris är en fjärilsart som beskrevs av Augustus Radcliffe Grote 1873. Chorizagrotis auxiliaris ingår i släktet Chorizagrotis och familjen nattflyn. Inga underarter finns listade i Catalogue of Life.